# Adamu Ciroma
Adamu Ciroma (Potiskum, Yobe; 20 de noviembre de 1934-Abuya, 5 de julio de 2018) fue un político nigeriano, gobernador del Banco Central de Nigeria y ministro de Finanzas. Pertenecía al Partido Democrático Popular.

## Carrera política

### Segunda República
De cara a las primarias de 1979, Ciroma era uno de los aspirantes a la presidencia del Partido Nacional de Nigeria. Sin embargo, quedó tercero en la votación, por detrás de Shehu Shagari y Maitama Sule. Fungió durante un breve periodo de tiempo como secretario del partido y también como ministro de Industria, Agricultura y Finanzas. Como funcionario ministerial de la administración de Shagari, desempeñó papeles importantes en la implementación de la agenda del presidente, especialmente en lo tocante a la producción de alimentos y al desarrollo, en colaboración con agencias internacionales, de un plan para el desarrollo de la agricultura. En septiembre de 1983, fue elegido presidente de un comité de transición, lo que demostró la confianza vertida por el presidente en él. A este comité se le encomendó el esbozo de propuestas para reestructurar el gobierno federal, que atravesaba una crisis de confianza.

### Cuarta República
Ciroma fue uno de los fundadores del Partido Democrático Popular (PDP). Sirvió como ministro de Finanzas en el Gobierno de Olusegun Obasanjo, que se mantuvo en el poder desde 1999 hasta 2003. En la actualidad, su mujer, Maryam Ciroma, ocupa el cargo de lideresa nacional del partido.